# Трищетинник карпатський
Трищетинник карпатський (Trisetum fuscum, syn. Trisetum ciliare (Kit.) Domin) — вид однодольних квіткових рослин з родини злакових (Poaceae).

## Опис
Багаторічник з довгим повзучим кореневищем. Стебла 20–70 см завдовжки. Листові пластинки завдовжки 7–15 см, 3–8 мм ушир, на лицьовій частині слабоволосисті, краї війчасті; листкові піхви шорсткі. Волоть відкрита але відносно щільна, еліптична, 5–13 см завдовжки, 1–4 см ушир; гілки волоті шорсткі. Родючі колоски з 2–3 плодючих квіточок, довгасті, стиснуті з боків, 4.4–7.5 мм у довжину, при зрілості розчленовуються під кожною родючою квіточкою. Колоскові луски подібні, ланцетоподібні, 1-кілеві, верхівки загострені, первинна жилка дещо шершава; нижня луска 0.75 довжини верхньої, 1-жилкова; верхня 0.9 довжина сусідньої фертильної леми, 3-жилкова. Плодюча лема довгаста, 4.2–5 мм завдовжки, блискуча, кілювата, 5-жилкова, верхівка зубчаста, загальна довжина 4–7 мм. Плід — зерно.

## Поширення
Поширення: Словаччина, Польща, Румунія, Україна.
В Україні вид росте на вологих кам'янистих місцях і скелях, у верхньому гірському поясі на висоті 1400–1700 м — на сх. ч. Карпат, нерідко (гора Близниця та хр. Чорногора).